# LANスイッチ
LANスイッチ（英語:LAN Switch）は、イーサネットLAN (Local Area Network) を構成するネットワーク機器で、ブリッジまたはルーターの機能をASICによるハードウエア処理で実現するものである。

## 概説
LANスイッチの言葉としての位置付けは、方式論や概念としてのLANではなく、具体的なネットワーク機器製品のカテゴリーとしてのものである。
LANにはイーサネット (Ethernet、IEEE 802.3) 、トークンバス (Token Bus、IEEE 802.4) 、トークンリング (Token Ring、IEEE 802.5) の種類があるが、製品の普及の歴史から、LANスイッチと言う場合はイーサネットに関する物である。
ブリッジ機能を実現するレイヤ2スイッチ、それに加えて異なるIPアドレス等レイヤ3のサブネット間のルーティング機能も実現するレイヤ3スイッチが存在する。
いずれもソフトウエア処理ではなくASICによるハードウエア処理で実現する事が特徴である。レイヤ2転送機能の詳細はブリッジ、レイヤ3転送機能はルーターをそれぞれ参照のこと。
特にルーティング機能を提供するネットワーク機器はソフトウエア処理によるルーター製品から始まったため、それとの対比としてハードウエア処理方式による製品であることを強調してLANスイッチという語が用いられる。
またレイヤ2スイッチについては、ツイストペアケーブルを用いたイーサネットLANの集線装置としてのリピーターハブに対してブリッジ機能を提供するものとして、スイッチングハブ、マルチポートブリッジという名称でも呼ばれる。レイヤ2スイッチにはシャーシ型で、ツイストペアケーブル以外の種類も含めてインターフェースモジュールを挿入して実装するタイプの機器も存在するのに対して、スイッチングハブは主にインターフェースモジュールの増設できないボックス型でツイストペアケーブルのインターフェースを主とする。スイッチングハブはレイヤ2スイッチの一部である。
LANスイッチはパケットの転送をハードウエア処理するため、ソフトウエア処理のルーターよりも高スループット、低遅延であることが特徴である。またルーターと比較して、インターフェースの高密度実装(ポート数が多い)が可能で、インターフェースあたりのコスト的に有利な傾向がある。ネットワーク利用で多いIPトラフィックで、他に設計上の事情がない場合にはソフトウエア処理のルーター製品よりもLANスイッチが利用されることが多い。一方ルーターは通過するトラフィックにソフトウエア的な処理が必要な場合に用いられる。例えばIBMメインフレームで使用されるSNAのトラフィックで各種ブリッジ変換（シリアル回線、トークンリング、イーサネット間のメディア変換）、DLSw (Data Link Switching。RFC 1434、1795、2166) を使用する場合や、トラフィックの帯域制御（シェーピング）を使用する場合である。

## 種類
マネジードとアンマネジードタイプ
内蔵のネットワーク管理ソフトウェアの有無により、マネジードスイッチとアンマネジードスイッチに区別されます。マネジードスイッチは、制御センターを通じて遠隔でネットワーク機器のオン・オフを行う必要がある構成に適しており、通常は高い管理要求があるネットワーク構成のコア部分で使用されます。一方、アンマネジードスイッチは内蔵のネットワークソフトウェアの設定がなく、インストールが簡単で、プラグアンドプレイで使用できるため、詳細な設定が不要なネットワークの周辺部分に適しています。

## VLAN(バーチャルLAN)
LANスイッチで実現可能となった機能としてVLANが挙げられる。
VALNはLANスイッチに装備されたインターフェースをグループ分けして別のLANセグメントとして取り扱う機能である。
セグメント分けに利用する属性により次の種類が存在する。
- ポートベースVLAN
スイッチの接続ポートによりLANセグメントを分離する方式である。

- MACベースVLAN
接続される機器のMACアドレスにより所属するLANセグメントを分離する方式である。

- サブネットベースVLAN
接続される機器のIPアドレスのサブネットによりLANセグメントを分離する方式である。

- プロトコルベースVLAN
IP、IPX、AppleTalkなどのネットワークプロトコルによりLANセグメントを分離する方式である。Ethernet IIまたはIEEE 802.3x-1997におけるEther Type値を参照してイーサネットから見た上位レイヤのプロトコルを識別する。一つのインターフェースを複数のVLANに属させる事ができる。

- タグVLAN
イーサネットヘッダのSource MACとEthner Type/Sizeの間に識別タグ(VLANタグ)を挿入し、これによりLANセグメントを分離する方式である。IEEE 802.1Qで規定されている。一つのインターフェースを複数のVLANに属させる事ができる。